# 오리건주 의사당

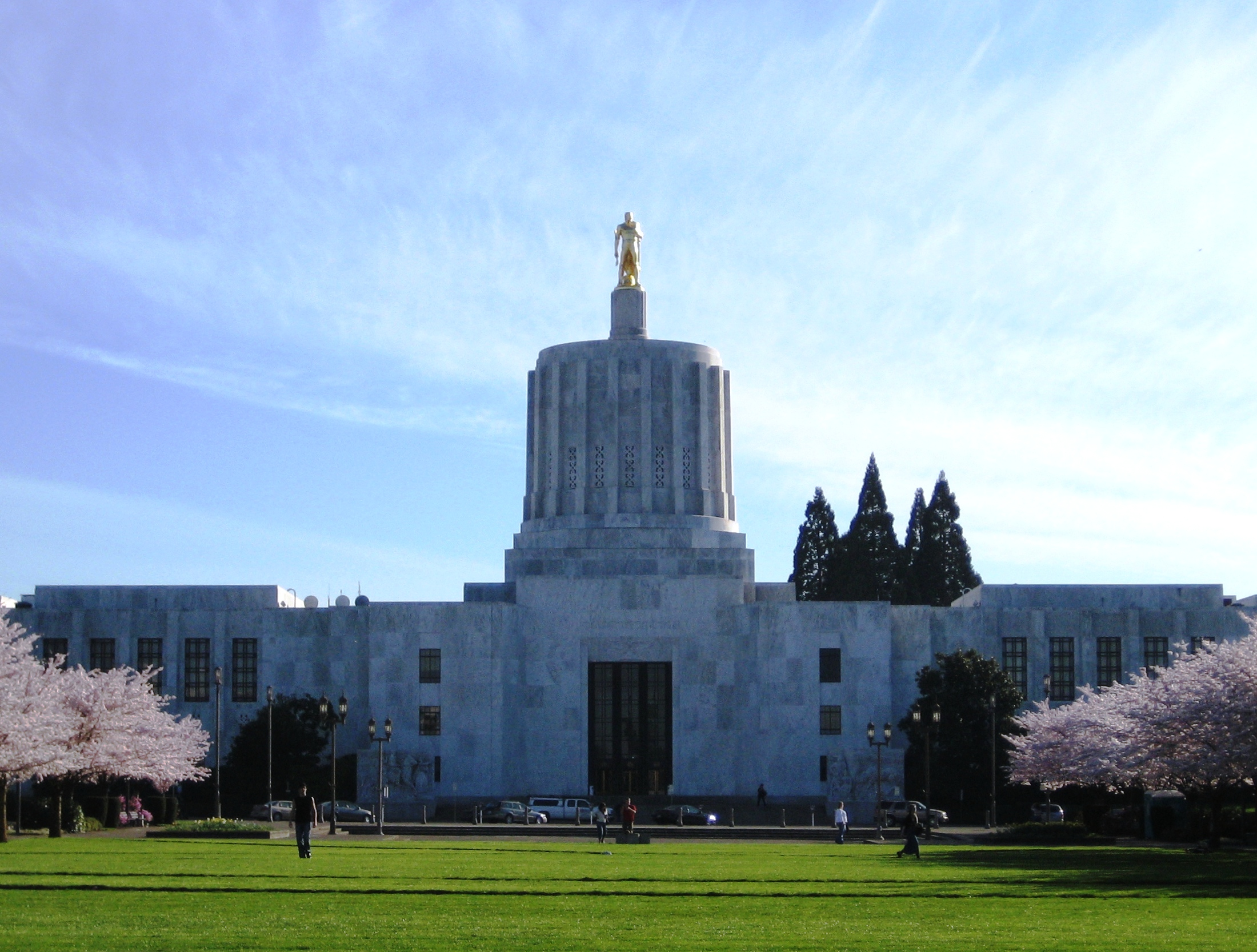
오리건주 의사당

오리건주 의사당(영어: Oregon State Capitol)은 미국 오리건주 의회와 주지사, 국무장관, 재무장관 사무실이 있는 건물이다. 주도인 세일럼에 위치해 있다. 1936년부터 1938년까지 건설되어 1977년에 증축된 현재 건물은 세일럼에 있는 오리건 주 정부 청사 중 세 번째이다. 세일럼에 있던 최초의 두 개의 주 의사당은 각각 1855년과 1935년에 화재로 소실되었다.
뉴욕의 건축가 트로브리지 & 리빙스턴은 프랜시스 킬리와 협력하여 아르데코 양식의 고전적인 디자인을 현대적으로 재해석했다. 실내외의 대부분은 대리암으로 마감되어 있다. 오리건 주 의사당은 1988년 6월 29일 미국 국립사적지에 등재되었다.
연방 정부 공공사업청(Public Works Administration)은 1938년 대공황 시기에 완공된 건설에 일부 자금을 지원했다. 51m 높이의 큐폴라를 포함한 중앙 부분은 250만 달러의 비용으로 건립되었다. 이후 1,250만 달러를 들여 부속 건물을 증축하여 건물의 바닥 면적을 약 233,750제곱피트(21,716m²)로 두 배로 늘렸다. 의사당 건물 외부에는 예술 작품, 분수, 그리고 주 상징목(미송)과 주화(오리건 포도)를 포함한 다양한 식물들이 있다.

## 사진

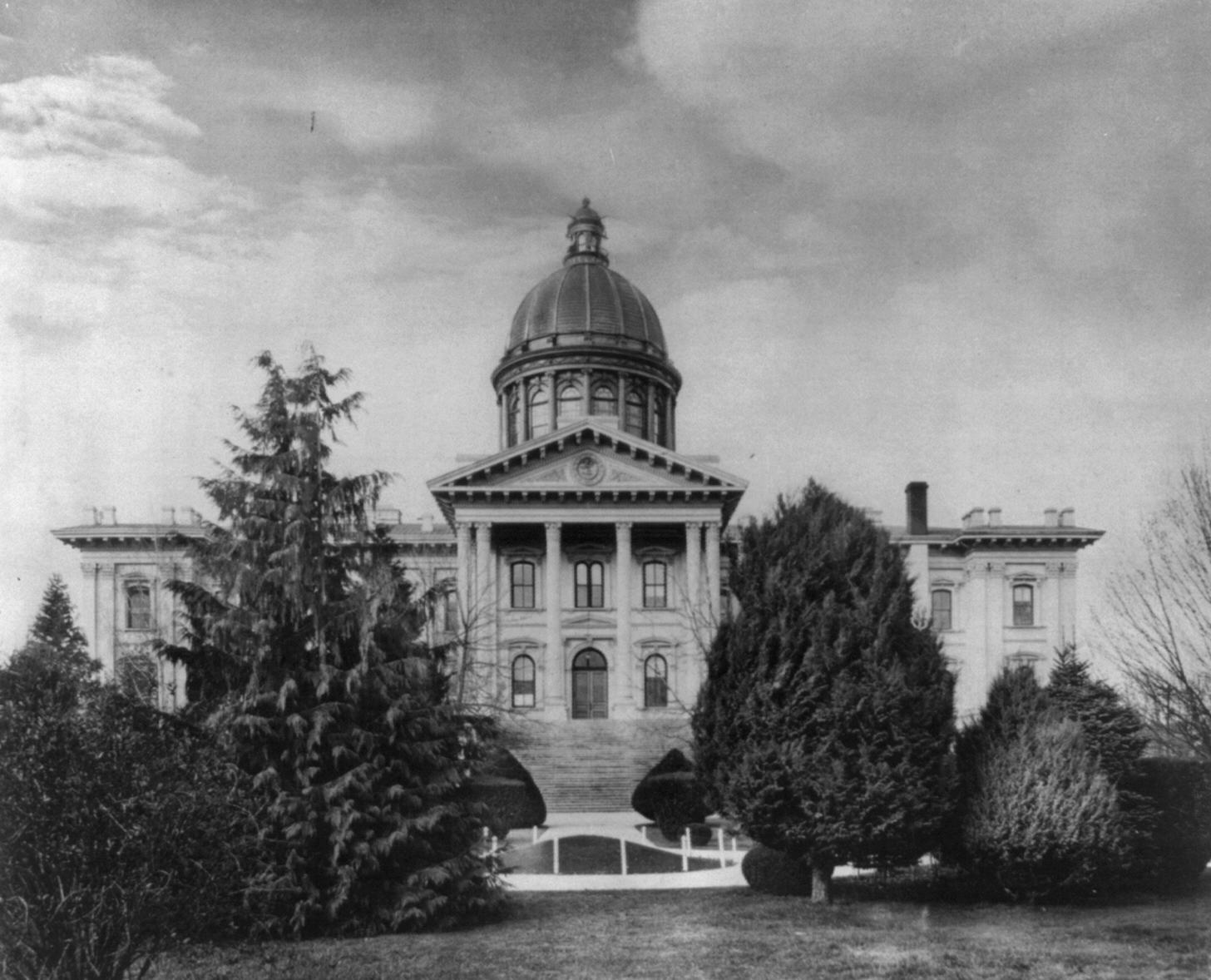
1909년
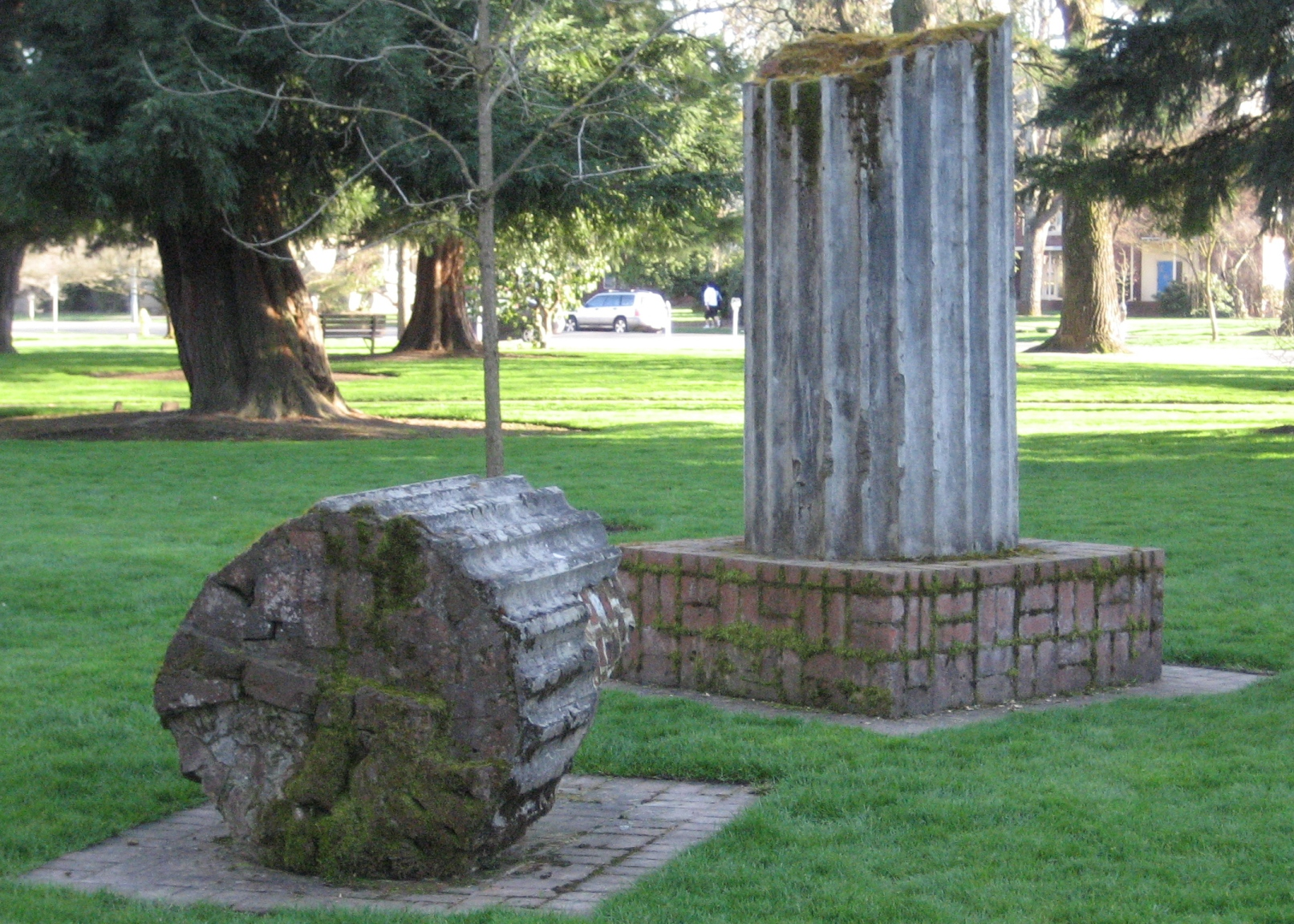
화재때 손상되지 않은 건물 기둥
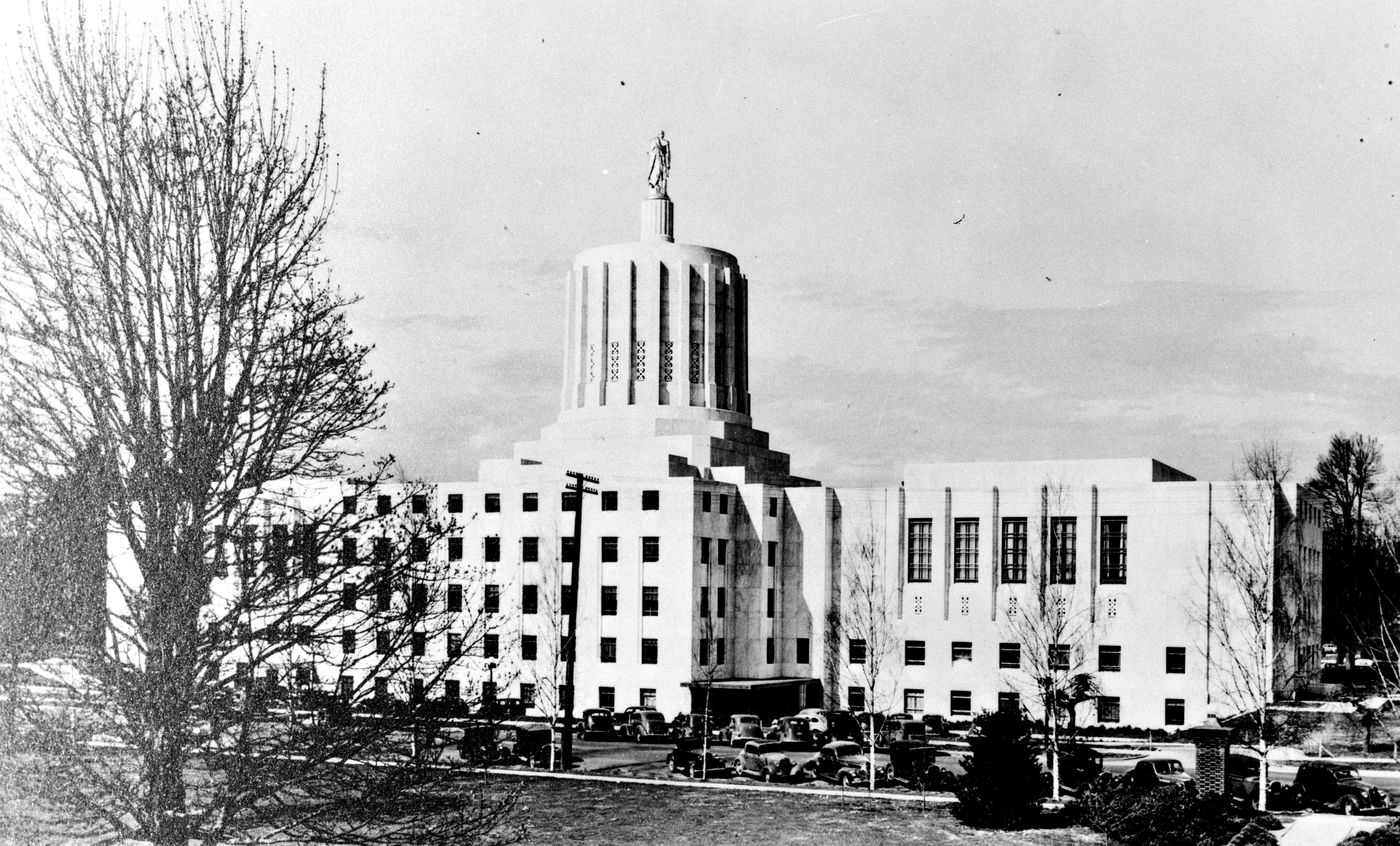
1939년
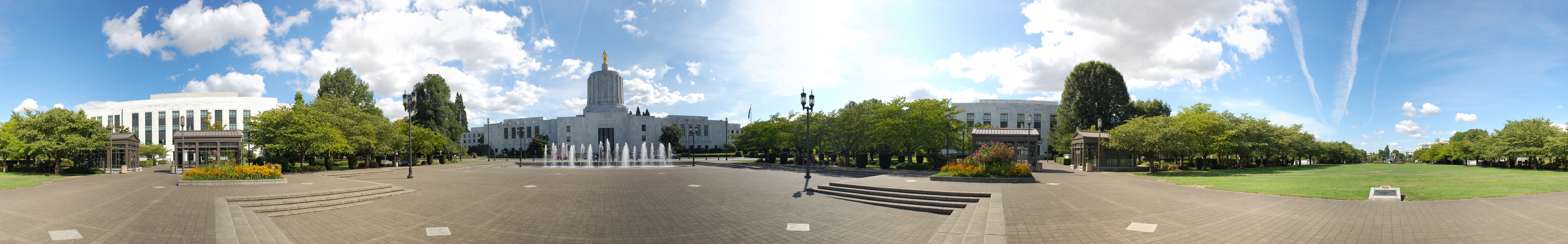
360도 파노라마 카메라로 찍은 오리건주 의사당과 주변 건물들